# Museo Arqueológico de Galera
El Museo Arqueológico de Galera es un espacio dedicado a los hallazgos arqueológicos y paleoantropológicos de la zona del municipio español de Galera, provincia de Granada.
Fue inaugurado en 2001 y se encuentra en la antigua capilla del Convento de las Monjas de Cristo Rey. El convento y el edificio que alberga el museo son propiedad de la Diócesis Guadix-Baza, y forman parte de las construcciones desarrolladas a finales del siglo XVI luego de la repoblación de Granada.

## Colecciones
El museo conserva piezas halladas en yacimientos arqueológicos de la zona, cuyas antigüedades varían entre 4500 años y el período medieval.
La muestra se desarrolla en tres salas. 

La primera de ellas enfoca la Edad del Cobre y Edad del Bronce, y exhibe hallazgos del yacimiento de Castellón Alto, entre ellos “La Momia de Galera”. 

La segunda sala ubicada en la planta baja, brinda información arqueológica y exhibe piezas pertenecientes a los períodos desde la Edad de Bronce tardía hasta el período medieval. Entre las piezas más destacadas se encuentra una réplica de la “Diosa de Galera”, o “Dama de Galera”, escultura en alabastro que representa la diosa de la fertilidad fenicia. Se exhiben además colecciones de monedas del período. 

En 2004 se inauguró la tercera sala, instalada en lo que había sido la antigua bodega del lugar. Allí se exhiben piezas de reconstruyen la historia más reciente de la región, como instrumentos para la elaboración del vino y los trabajos en esparto y cáñamo.

## Otras actividades
Como parte de las actividades de difusión e información, desde el museo se organizan visitas a los yacimientos del Castellón Alto, Necrópolis de Tútugi y Cerro del Real. En el museo se pueden adquirir reproducciones de piezas de cerámica halladas en yacimientos de la región.